# 안니아 파우스티나
안니아 아우렐리아 파우스티나 (Annia Aurelia Faustina, 201년경 – 222년경)는 아나톨리아계 로마인 귀족 여성이다. 그는 221년 로마 황제 엘라가발루스와 짧은 결혼 생활로 인해 로마 황후이기도 했다. 엘라가발루스의 세 번째 부인이다.

## 선조와 가족
파우스티나는 귀족 출신으로, 부유한 상속자인 안니아 파우스티나와 집정관 티베리우스 클라우디우스 세베루스 프로쿨루스의 독녀이다. 그의 부모는 외가쪽으로 재종 관계이었다.
그녀의 조부모는 폰토스계 그리스인 출신의 원로원 의원이자 소요학파 철학자인 그나이우스 클라우디우스 세베루스와 그의 두 번째 부인이자 로마 황녀이던 안니아 갈레리아 아우렐리아 파우스티나이었다. 외조부모는 부유한 로마 상속인 움미디아 코르니피키아 파우스티나와 이름 미상의 원로원 의원이다. 친가쪽 이복 숙부는 마르쿠스 클라우디우스 움미디우스 콰드라투스로, 로마 황제 마르쿠스 아우렐리우스의 조카이자 집정관을 지냈던 마르쿠스 움미디우스 콰드라투스 안니아누스에게 입양됐다. 그녀는 폰토스계 그리스인 및 이탈리아인 혈통의 로마 시민권자이었다.
친가쪽 증조부모는 로마 황제 마르쿠스 아우렐리우스와 로마 황후 소 파우스티나, 로마 원로원 의원이자 철학자인 그나이우스 클라우디우스 세베루스 아라비아누스와 이름 미상의 그의 부인이었다. 외증조부모에는 마르쿠스 아우렐리우스의 여동생이자 귀족인 안니아 코르니피키아 파우스티나와 146년에 보좌 집정관을 지냈던 원로원 의원인 가이우스 움미디우스 콰드라투스 베루스이었다. 이에 따라 그녀는 과거 로마를 다스렸던 네르바-안토니누스 왕조의 후손이었다. 이러한 출신에 도 불구하고, 안니아 아우렐리아 파우스티나는 클라우디우스 씨족이었고, 아버지의 이름에서 이름이 지어지지 않았는데, 대신에 아우렐리우스 씨족과 안니우스 씨족, 네르바-안토니누스 왕조 등에 대한 그녀의 부모와의 관계를 기념하여 이름 지어졌다.

## 초기 생애
안니아 아우렐리아 파우스티나는 피시디아에 있던 어머니의 사유지에서 태어나 자랐으며, 이곳은 '킬레네 영지'라고 불렸던 수 많은 장소 중 하나이었다. 이 영지에는 공화정 시대 독재관이었던 루키우스 코르넬리우스 술라 때 (기원전 138년경-78년) 형성된 아주 많은 사유지들이 있었다.
216년경, 그녀의 아버지는 폼포니우스 바수스와 정치 동맹을 맺게 되며 그를 그녀와 결혼시켰다.
혼인을 통해, 부부는 피시디아 영지에 정착하게 된다. 폼포니우스는 안니아를 잘 대해주었고 이 둘은 평온한 가정 생활을 지냈다. 그녀는 혼인 기간 중에 최소한 자녀 둘을 낳은 것으로 알려졌으며, 폼포니아 움미디아 (219년 출생)와 폼포니우스 바수스 (220년 출생)이다.
218년쯤, 그녀의 부모는 소천했고 안니아는 부모의 재산을 상속하며 아주 부유한 상속자가 되었다. 상속받은 영지의 부지에는 그녀가 부모로부터 해당 재산을 상속받았으며, 그 소유자였음을 선언하는 금석문이 남아 있다.

## 엘라가발루스와의 재혼
221년, 로마 황제 엘라가발루스는 조모인 율리아 마이사의 주도로 고위급 신하와 사령관들의 설득으로 대단히 논란이 되었고 정치적 피해를 입힌 베스타 신녀 아퀼리아 세베라와의 혼인을 끝내기로 결심하였다. 그 대신에 그는 안니아 아우렐리아 파우스티나와 혼인하도록 조언을 받았는데, 마르쿠스 아우렐리우스 (엘라가발루스와 그녀의 증조부)와 이전의 네르바-안토니누스 왕조 등의 혈연적 관련성을 통한 대표되는 강력한 가문과의 동맹을 확보하기 위함이었다. 안니아 아우렐리아 파우스티나는 얼마 전에 남편인 폼포니우스 바수스가 국가 전복 및 반역 혐으로 처형당하며 미망인으로 있었다. 로마 원로원 계급의 지배층은 이번 황실 결혼을 이전 결혼보다 더 긍정적으로 받아들였다.
안니아는 황후가 되었고, 네르바-안토니누스 왕조의 지배가 로마에 돌아온 것처럼 보였다. 엘라가발루스는 그녀에게 '아우구스타' 직위를 부여하였다. 엘라가발루스의 지지자들은 두 어린 자녀의 어머니이던 안니아가 그에게 정통 후계자를 낳아주기를 바랐지만, 이들 사이에 자녀는 없었다. 221년 말, 엘라가발루스는 안니아와 이혼을 하고 율리아 아퀼리아 세베라와 재혼했다. 이 짧은 혼인 기간 때문에, 안니아 아우렐리아 파우스티나를 로마의 황후로서 묘사하는 사료들은 남아있지 않다.

## 엘라가발루스 이후 생애
엘라가발루스와의 혼인이 끝났을 때, 안니아 아우렐리아 파우스티나는 자녀들과 같이 피시디아의 영지로 돌아왔다. 그녀는 남은 생애를 그곳에서 보냈다. 그녀가 죽자, 딸인 폼포니아 움미디아가 유산을 상속하였고, 그녀의 후손들은 로마 사회에서 여러 손꼽히는 귀족 및 정치인들이 되었다.

## 참고 문헌
- Descriptive Catalogue of a Cabinet of Roman Imperial Large-brass Medals; by William Henry Smyth, 1834
- Septimius Severus: the African emperor; by Anthony Richard Birley; 2nd ed. Routledge, 1999
- Marcus Aurelius; by Anthony Richard Birley, Routledge, 2000
- The Cities and Bishoprics of Phyrgia: being an Essay of the Local History of Phrygia from the Earliest Times to the Turkish Conquest; Volume One, Part One; by William M. Ramsay, 2004
- Smith, William, 틀:Usurped, v. 2, pp. 141, 1870, ancientlibrary.com via archive.org. Accessed 2012–5–29.
- Smith, William, 틀:Usurped, v. 1, p. 473, 1870, ancientlibrary.com via archive.org. Accessed 2012–5–29.
- Annia Faustina, Forum Ancient Coins